# Кюстендилска духовна околия
Кюстендилската духовна околия е околия с архиерейско наместничество в град Кюстендил и е част от Софийска епархия на Българската православна църква.
Архиерейский наместник е велбъждския епископ  Исаак Велбъждски, втори викарий на Софийския митрополит (от 10 юни 2023 г.).
През юни 2021 година е осветена новата сграда на архиерейското наместничество в Кюстендил, която се намира в двора на храм „Св. Димитър“ в града. Сградата е осветена от Белоградчишки епископ Поликарп, викарий на Софийския митрополит, и Велички епископ Сионий.

## Храмове
- „Успение Богородично“, град Кюстендил
- „Св. Димитър“, град Кюстендил
- „Св. Мина“, град Кюстендил
- „Св. св. Кирил  и Методий“, село Багренци
- „Св. Георги“, село Берсин
- „Възнесение Господне“, село Богослов
- „Св. Георги“, село Буново
- „Св. Богородица“, село Ваксево
- „Св. архангел Михаил“, село Ваксево
- „Св. Георги“, село Ваксево
- „Св. св. ап. Петър и Павел“, село Ветрен
- „Св. Георги“, село Върташево
- „Св. Неделя“, село Гърляно
- „Св. Троица“, село Гюешево
- „Св. Троица“, село Горановци
- „Св. Димитър“, село Горна Гращица
- „Св. Георги“, село Горно Уйно
- „Св. Пророк Илия“, село Горни Коритен
- „Св. Възнесение“, село Габрешевци
- „Св. Атанасий“, село Грамаждано
- „Св. Николай“, село Гърбино
- „Св. вмчца Неделя“, село Гърляно
- „Св. Пророк Илия“, село Граница
- „Св. Николай“, село Добри дол
- „Св.св. ап. Петър и Павел“, село Долни Кортен
- „Св. Георги“, село Долно село
- „Св. Богородица“, село Драговищица
- „Св. Димитър“, село Драговищица
- „Св. Георги“, село Друмохар
- „Св. Димитър“, село Еремия
- „Св. Никола“, село Жилинци
- „Св. вмчк Георги“, село Жилинци
- „Св. Димитър“, село Злогош
- „Св. Димитър“, село Згурово
- „Св. Димитър“, село Катрище
- „Успение Богородично“, село Кадровица
- „Рождество Богородично“, село Киселица
- „Св. Преображение Господне“, село Коняво
- „Св. Димитър Солунски“, село Копиловци
- „Св. Николай“, село Косово
- „Св. Йоаким Осоговски“, село Кутугерци
- „Св. Николай“, село Лелинци
- „Св. Параскева“, село Лозно
- „Св. Георги“, село Ломница
- „Св. Георги“, село Лиляч
- „Св. Николай Чудотворец“, село Мазарчево
- „Възнесение Господне“, село Николичевци
- „Св. Троица“, Ново село
- „Успение Богородично“, село Нов Чифлик
- „Св. Николай Мирликийски“, село Неделкова Гращица
- „Св. Петка“, село Невестино
- „Св. Димитър“, село Полска Скакавица
- „Св. Николай“, село Пелатиково
- „Св. Йоан Рилски“, село Пиперков Чифлик
- „Св. ап. Петър и Павел“, село Преколница
- „Св. Благовещение“, село Радловци
- „Успение Богородично“, село Раждавица
- „Св. Троица“, село Раково
- „Възнесение Господне“, село Раненци
- „Св. пророк Илия“, село Рашка Гращица
- „Рождество Богородично“, село Ръсово
- „Св. Марина“, село Савойски
- „Свети Йоаким и Ана“, село Смоличано
- „Покров Богородичен“, село Слокощица
- „Св. Николай Мирликийски“, село Слокощица
- „Св. Теодор Тирон“, село Соволяно
- „Св. пророк Илия“, село Стенско
- „Св. Параскева“, село Таваличево
- „Успение Богородично“, село Трекляно
- „Св. Ап. Петър и Павел“, село Тишаново
- „Св. Димитър“, село Търновлак
- „Св. Николай“, село Уши
- „Св. Петка“, село Четирци
- „Св.св. Кирил и Методий“, село Църварица
- „Св. Димитър“, село Цървеняно
- „Св. Петка“, село Шипочано
- „Св. Арх. Михаил“, село Шишковци
- „Св. Георги“, село Ябълково

## Манастири
- Кутугерски манастир „Св. Йоаким Осоговски“, село Кутугерци.
- Гранички манастир „Св. ап. и ев. Лука“, село Граница, женски.